# أليخاندرو جيدو
أليخاندرو جيدو (بالإنجليزية: Alejandro Guido)‏ (22 مارس 1994 بسان دييغو في الولايات المتحدة - ) هو لاعب كرة قدم أمريكي في مركز الوسط. شارك مع منتخب الولايات المتحدة تحت 17 سنة لكرة القدم ومنتخب الولايات المتحدة تحت 18 سنة لكرة القدم ومنتخب الولايات المتحدة تحت 20 سنة لكرة القدم ومنتخب الولايات المتحدة تحت 23 سنة لكرة القدم. أما مع النوادي، فقد لعب مع نادي تيخوانا.

## روابط خارجية
- أليخاندرو جيدو على موقع الدوري الأمريكي (الإنجليزية)
- أليخاندرو جيدو على موقع قاعدة بيانات كرة القدم.إي يو (الإنجليزية)
- أليخاندرو جيدو على موقع Soccerway.com (الإنجليزية)
- أليخاندرو جيدو على موقع عالم كرة القدم.نت (الإنجليزية)
- أليخاندرو جيدو على موقع AS.com (الإسبانية)